# Zenon Bosak-Pakowski
Zenon Bosak-Pakowski, ps. „Bosak” (ur. 22 stycznia 1890 w Radomiu, zm. 1940 w Charkowie) – podpułkownik intendent z wyższymi studiami wojskowymi Wojska Polskiego, działacz niepodległościowy, ofiara zbrodni katyńskiej.

## Życiorys
Urodził się 22 stycznia 1890 w Radomiu jako syn Władysława i Felicji z Terpińskich. Był bratem Kazimierza (1897–1940), kapitana piechoty, oficera Komendy Rejonu Uzupełnień Sambor, również straconego w Charkowie.
W 1911 roku ukończył siedmioletnią szkołę w Będzinie. W latach 1913–1914 ukończył Szkołę Podoficerską Związku Strzeleckiego. Od sierpnia 1914 roku służył w Legionach Polskich. Dowodził plutonem w 12 kompanii 2 pułku piechoty. W maju 1915 roku został przeniesiony do 4 pułku piechoty. Awansował kolejno na chorążego piechoty – 29 września 1914 roku, podporucznika piechoty – 18 stycznia 1915 roku i porucznika prowiantowego – 1 listopada 1916 roku. 19 lipca 1917 roku, po kryzysie przysięgowym, został zwolniony z Legionów Polskich.
18 grudnia 1918 roku został przyjęty do Wojska Polskiego z dniem 27 listopada 1918 roku z byłych Legionów Polskich, z zatwierdzeniem posiadanego stopnia porucznika prowiantowego, i przydzielony do Sekcji Gospodarczej Ministerstwa Spraw Wojskowych w Warszawie. W lutym 1919 roku został przeniesiony z Kadry Artylerii w Rembertowie do intendentury Dywizji Litewsko-Białoruskiej.
3 maja 1922 roku został zweryfikowany w stopniu majora ze starszeństwem z dniem 1 czerwca 1919 roku i 31. lokatą w korpusie oficerów administracji, dział gospodarczy. W latach 1923–1924 pełnił służbę w Okręgowym Zakładzie Gospodarczym Nr III w Grodnie. W listopadzie 1924 roku został odkomenderowany z Okręgowego Zakładu Gospodarczego Nr III na dwuletni kurs École Supérieure de Ľintendance w Paryżu. 23 stycznia 1928 roku został awansowany na podpułkownika ze starszeństwem z dniem 1 stycznia 1928 roku i 1. lokatą w korpusie oficerów intendentów. W kwietniu 1928 roku został przeniesiony z Departamentu Intendentury Ministerstwa Spraw Wojskowych do 1 batalionu administracyjnego na stanowisko dowódcy. 26 marca 1931 roku został przeniesiony do Kierownictwa Marynarki Wojennej w Warszawie na stanowisko kierownika Kierownictwa Administracji Pieniężnej. W czerwcu 1938 roku został wyznaczony na stanowisko szefa Intendentury Dowództwa Okręgu Korpusu Nr IV w Łodzi.
W czasie kampanii wrześniowej w 1939 roku został przydzielony do sztabu obrony Lublina. Po agresji ZSRR na Polskę w nieznanych okolicznościach dostał się do niewoli sowieckiej. Przebywał w obozie w Starobielsku. Wiosną 1940 roku został zamordowany przez funkcjonariuszy NKWD w Charkowie i pogrzebany potajemnie w bezimiennej mogile zbiorowej w Piatichatkach, gdzie od 17 czerwca 2000 roku mieści się oficjalnie Cmentarz Ofiar Totalitaryzmu w Charkowie.
5 października 2007 roku minister obrony narodowej Aleksander Szczygło mianował go pośmiertnie na stopień pułkownika. Awans został ogłoszony 9 listopada 2007 roku w Warszawie, w trakcie uroczystości „Katyń Pamiętamy – Uczcijmy Pamięć Bohaterów”.

## Ordery i odznaczenia
- Krzyż Niepodległości – 6 czerwca 1931 „za pracę w dziele odzyskania niepodległości”[19][1]
- Krzyż Walecznych trzykrotnie
- Złoty Krzyż Zasługi – 1938 „za zasługi na polu pracy społecznej”[20]